# يان يوزيف ليفرس
بان يوزيف ليفرس (بالألمانية: Jan Joseph Liefers) (و. 1964 – م) هو ممثل، وممثل مسرحي، وممثل أفلام من ألمانيا، ألمانيا الشرقية . ولد في دريسدن .

## جوائز
حصل على جوائز منها:
- صليب وسام الاستحقاق من جمهورية ألمانيا الاتحادية
- رومي.

## روابط خارجية
- يان يوزيف ليفرس على موقع IMDb (الإنجليزية)
- يان يوزيف ليفرس على موقع مونزينجر (الألمانية)
- يان يوزيف ليفرس على موقع ألو سيني (الفرنسية)
- يان يوزيف ليفرس على موقع ميوزك برينز (الإنجليزية)
- يان يوزيف ليفرس على موقع أول موفي (الإنجليزية)
- يان يوزيف ليفرس على موقع قاعدة بيانات الأفلام السويدية (السويدية)
- يان يوزيف ليفرس على موقع ديسكوغز (الإنجليزية)
- يان يوزيف ليفرس على موقع قاعدة بيانات الفيلم (الإنجليزية)
- يان يوزيف ليفرس على موقع كينوبويسك (الروسية)